# Danny Bank
Danny Bank (17. července 1922 New York – 5. června 2010 tamtéž) byl americký jazzový saxofonista, flétnista a klarinetista. V letech 1942–1944 a v menší míře i později hrál v kapele saxofonisty Charlieho Barneta. Během čtyřicátých let hrál také například s Benny Goodmanem či Paulem Whitemanem.
Koncem padesátých let spolupracoval s trumpetistou Milesem Davisem, se kterým nahrál alba Miles Ahead (1957), Porgy and Bess (1959), Sketches of Spain (1960) a v roce 1961 s ním nahrál koncertní album v newyorské koncertní hale Carnegie Hall. Spolupracoval s řadou dalších hudebníků, mezi které patří Randy Weston, Milt Jackson, Charles Mingus nebo Lalo Schifrin.